# Seznam králů Gondoru

Znak Gondoru

Toto je chronologický seznam králů Gondoru Jižního království nacházejícím se ve fiktivním světě J. R. R. Tolkiena. Zakladateli Gondoru byli Elendilovi synové Isildur a Anárion. Po smrti Anáriona a Isildura vládl v Jižním království Anárionův syn Meneldil a jeho dědici. Tato linie vymřela smrtí krále Eärnura v roce 2050 třetího věku. Od té doby vládli v Gondoru téměř tisíc let správci. Po porážce Saurona obnovil královskou linii v Gondoru Isildurův dědic Aragorn.
Při popisu gondorských králů je důležitým zdrojem především kapitola Dodatky v třetím díle Tolkienovi nejslavnější trilogie Pán prstenů. Doplňující informace poskytují Nedokončené příběhy.

## Králové Gondoru

### Elendil
Elendil , syn Amandilův, zvaný Vysoký (vláda 3320 – 3441 druhého věku) vyvedl svůj lid ze zkázy Númenoru a v roce 3320 založil na severozápadě Středozemě Severní království Arnor. Jeho synové Isildur a Anárion téhož roku založili jižněji položený Gondor. Elendil užíval titul Velekrál a vládl v Severní i Jižní říši, kde však za něj zemi spravovali jeho synové. Elendil vedl Dúnadany do války posledního spojenectví, v níž nejprve padl jeho mladší syn Anárion a v roce 3441 při obléhání Sauronovi pevnosti Barad-dûr také on. V souboji muže proti muži jej zahubil sám Temný pán. Vládu nad Severním i Jižním královstvím převzal po Elendilově smrti jeho syn Isildur.

### Anárion
Anárion (3219 Druhého věku – 3440 D. v.) byl dúnadanský král Gondoru. Jeho jméno je odvozeno od Anar, quenijsky „slunce“. Byl druhým synem Elendila a bratrem Isildura, založil Minas Anor (později přejmenována na Minas Tirith) a byl spoluvládcem Gondoru. Zahynul v Mordoru při obléhání Barad-dûr. Po něm nakrátko vládl Isildur. S Gil-galadem utvořili Poslední spojenectví elfů a lidí v boji proti Sauronovi. Anárionovci byli vládnoucí větví Elendilova rodu v Gondoru. Po smrti posledního gondorského krále z Anárionova rodu nastoupil Aragorn jako Elendilův dědic.

### Isildur
Isildur (vláda 3441 D. v. – 2 T. v.) se narodil na Númenoru v roce 3209 jako nejstarší syn Elendila, syna Amandilova pána z přístavu Andúnië. Společně s otcem Elendilem a bratrem Anárionem se se svým lidem zachránil před zkázou Númenoru a uprchnul do Středozemě. Isilidur s Anárionem přistáli v ústí řeky Anduiny, kde založili Jižní království. Ačkoliv byl hlavou Severní i Jižní říše jeho otec, spravoval Isildur se svým bratrem Gondor. Isildur zbudoval věž Minas Ithil Věž měsíce a Anárion Minas Anor Věž Slunce. Společný trůn pak zřídili ve městě Osgiliathu. V roce 3429 napadnul Sauron, který rovněž vyváznul ze zkázy Númenoru, Dúnadany a obsadil Minas Ithil. Isildur i s rodinou uprchl na sever ke svému otci a Anárion mezitím bránil Gondor před výpady nepřátel. Elendil rozhodl spojit síly Dúnadanů s elfy a tak došlo k zformování Posledního spojenectví. Sauron byl ve válce elfy a Dúnadany přemožen a díky Isildurovi se Temnému pánu podařilo odebrat jeho prsten. V boji však padli oba Velekrálové Gil-galad a Elendil i Isildurův bratr Anárion. Isildur se rozhodl ponechat si Sauronův prsten. Ustanovil svým zástupcem na jihu svého synovce Meneldila, načež ve druhém roce třetího věku vyrazil v čele své družiny na sever do Imladris. Po cestě však padl společně s většinou svých mužů v bitvě na Kosatcových polích. Vládnoucí prsten se tehdy ztratil v bahně řeky Anduiny. Smrtí druhého Velekrále Dúnadanů došlo k rozdělení Arnoru a Gondoru, přičemž v Severním království vládli potomci Isildurova nejmladšího syna Valandila a v Gondoru si vládu ponechal Isildurův synovec Meneldil a jeho potomci.

### Meneldil
Meneldil (vláda 2 – 158 T. v.) byl synem Anáriona a Gondoru vládl jako třetí král po smrti svého strýce Isildura v roce 2 třetího věku. Meneldil se stal posledním mužem, který se narodil ještě na ostrově Númenoru. Jeho narození je datováno do roku 3318 druhého věku, tedy rok před potopením tohoto ostrova. Meneldil byl čtvrtým Anárionovým dítětem. Králem Jižního království jej ustanovil právě Isildur. Stalo se to krátce předtím, než druhý Velekrál všech Dúnadanů ve vyhnanství vyrazil i se svou družinou na sever a zahynul v bitvě na Kosatcových polích. Meneldil, který se z Isildurova odjezdu skrytě těšil, po jeho smrti vyvázal Gondor ze závislosti na Arnoru a obě království byla na sobě nadále nezávislá. Je proto prvním králem, který Gondoru vládl jako samostatnému království. Tolkien jej popisuje jako člověka zdvořilého, avšak prozíravého, který nezjevoval své myšlenky. V roce 159 T. v. nahradil zemřelého Meneldila na trůně jeho syn Cemendur.

### Cemendur
Cemendur (vláda 158–238 T. v.), syn Meneldilův, který se jako poslední gondorský panovník narodil ještě ve druhém věku, byl čtvrtým králem Gondoru. Narodil se v roce 3399 D. v. a na trůn nastoupil po smrti svého otce Meneldila v roce 158 T. v. Za jeho osmdesátileté vlády prožívalo Jižní království období klidu. Po Camendurově smrti v roce 238 jej na trůně vystřídal jeho syn Eärendil. Jeho jméno znamená Služebník země.

### Eärendil
Eärendil (vláda 238–324 T. v.) byl pátým králem Gondoru, který se narodil v roce 48 T. v. Byl tedy prvním gondorským panovníkem, který přišel na svět až ve třetím věku. Vládl po smrti svého otce Camendura v roce 238. Byl jmenovcem slavného Eärendila půlelfa z prvního věku. Po jeho smrti v roce 324 jej na trůně nahradil jeho syn Anardil.

### Anardil
Anardil (vláda 324–411 T. v.) byl šestým králem Gondoru. Narodil se roku 136 T. v. a vládl od roku 324, kdy zemřel jeho otec Eärendil. Byl posledním gondorským králem, který výlučně sídlil v hlavním městě Osgiliathu. Po jeho smrti v roce 411 jej na trůně vystřídal jeho syn Ostoher. Jeho jméno v překladu znamená Přítel Slunce.

### Ostoher
Ostoher (vláda 411–492 T. v.) byl sedmým králem Gondoru. Narodil se roku 222 T. v. a vládl od roku 411, kdy zemřel jeho otec Anardil. V roce 420 nechal Ostoher přestavit věž Minas Anor, kterou užíval jako své letní sídlo. Na sklonku Ostoherovi vlády v roce 490 došlo k prvnímu mohutnému útoku Východňanů na Gondor. Král Ostoher zemřel krátce po tomto vpádu v roce 492 a na trůn nastoupil jeho syn Tarostar.

### Rómendacil I.
Rómendacil I. (vláda 492–541 T. v.) byl osmým gondorským králem. Narodil se pod jménem Tarostar v roce 310 T. v. Jako korunní princ vedl gondorská vojska v roce 490, kdy do země poprvé v historii vpadli Východňani. Vetřelce porazil, načež přijal své královské jméno Rómendacil čili Vítěz nad Východem. Kvůli hrozbě dalších útoků nechal Rómendacil zapsat Isildurovu tradici a moudrosti do té doby předávané mezi odcházejícím a novým králem pouze ústně na zapečetěný svitek a navíc zřídil úřad správce – králova služebníka. Při novém vpádu Východňanů zahynul král Rómendacil v roce 541 v bitvě a na trůn nastoupil jeho syn Turambar.

### Turambar
Turambar (vláda 541–667 T. v.) byl devátým králem Gondoru. Narodil se v roce 397 a na trůn nastoupil v roce 541 po smrti svého otce Rómendacila, který byl zabit v bitvě s Východňany. Turambar svého otce pomstil, Východňany porazil a navíc na nich vydobyl rozsáhlá území na východě okolo jezera Rhûn. Turambar zemřel v roce 667 a jeho 126 let trvající vláda byla jednou z nejdelších v gondorské historii. Po smrti nastoupil na jeho místo jeho syn Atanatar.

### Atanatar I.
Atanatar I. (vláda 667–748 T. v.) byl desátým králem Gondoru. Narodil se v roce 480 T. v. a na trůn nastoupil v roce 667 po smrti svého otce Turambara. Vládl osmdesát jedna let a po jeho smrti v roce 748 jej na trůně nahradil jeho syn Siriondil.

### Siriondil
Siriondil (vláda 748–830 T. v.) byl jedenáctým gondorským králem. Narodil se v roce 570 T. v. a na trůn nastoupil v roce 748 po smrti svého otce Atanatara. Měl tři děti. Dceru, která byla provdána za šlechtice z Belfalastu, a syny Tarannora a Tarciryana. Siriondil vládl osmdesát dva let a po jeho smrti v roce 840 jej na trůně nahradil jeho syn Tarannon.

### Tarannon Falastur
Tarannon zvaný Falastur (vláda 830–913 T. v.) byl dvanáctým gondorským králem. Narodil se v roce 654 T. v. a na trůn nastoupil v roce 830 po smrti svého otce Siriondila. Byl to právě on, kdo začal budovat gondorské loďstvo a s jeho pomocí následně rozšiřoval vliv a území Jižního království na pobřežích nacházejících se západně a jižně od ústí řeky Anduiny. Stal se tak zakladatelem řady tzv. Lodních králů a proto také přijal přízvisko Falastur čili Pán pobřeží. Jeho manželkou byla samotářská a bezcitná královna Berúthiel, která byla známá jako chovatelka koček. Mezi manžely nebyla láska a Tarannon se tak stal prvním králem, který nezplodil legitimního potomka. Svou ženu Berúthiel i s jejím kočkami nechal nalodit a královna byla naposledy spatřena na moři nedaleko Umbaru. Po Tarannonově smrti v roce 913 proto nastoupil na trůn jeho synovec Eärnil. 

### Eärnil I.
Eärnil I. (vláda 913–936 T. v.) byl třináctým králem Gondoru. Narodil se Tarciryanovi, druhému synu krále Siriondila v roce 736 T. v. Na trůn nastoupil v roce 913, když zemřel jeho bezdětný strýc, král Tarannon. Eärnil pokračoval ve výbojích, které započal jeho předchůdce Tarannon. Opravil opevněný přístav Pelargir a vystavěl velice silné loďstvo, s jehož pomocí brzy ovládl celé pobřeží přiléhající k ústí Anduiny. Následně oblehl z moře i s pevniny přístavní pevnost Umbar, kterého se v roce 933 zmocnil. Vyhnal odtud Černé Númenorejce, kteří zde sídlili od pádu Númenoru. Král Eärnil však záhy po svém triumfu zahynul spolu s velkou částí své flotily v ohromné bouři nedaleko Umbaru. Na gondorský trůn po Eärnilově smrti usedl jeho syn Ciryandil.

### Ciryandil
Ciryandil (vláda 936–1015 T. v.) byl čtrnáctým gondorským králem. Narodil se v roce 820 T. v. a na trůn nastoupil předčasně již v roce 936, když jeho otec Eärnil zahynul v bouři na moři nedaleko nedávno dobytého Umbaru. Ciryandil nechal znovu vybudovat z části zničenou gondorskou flotilu a připravoval se na útok Černých Númenorejců, kteří nepřijali ztrátu Umbaru a své síly na pomstu shromažďovali v Haradu. V roce 1015 se haradské vojsko vedené umarskými šlechtici vypravilo obléhat Umbar, při jehož obraně padl v bitvě u Haradwaithu i král Ciryandil. Po Ciryandilově smrti nastoupil na trůn jeho syn Ciryaher.

### Hyarmendacil I.
Hyarmendacil I. (vláda 1015–1149 T. v.) byl patnáctým gondorským králem. Narodil se pod jménem Ciryaher v roce 899 a na gondorský trůn nastoupil v roce 1015, když v bitvě u Haradwaithu padnul při obraně Umbaru jeho otec Ciryandil. Za Ciryaherovi vlády se nepřátelé Gondoru mnohokrát pokusili obsadit obležený Umbar, což se jim však díky námořní síle Jižního království nepodařilo. Ciryandil vyčkával a v roce 1050 útokem po moři i po souši naprosto rozdrtil armády Haradských. Jejich vládci byli nuceni uznat nadvládu Gondoru a Ciryaher přijal jméno Hyarmendacil I. tedy Vítěz nad Jihem. Za dlouhé Hyarmendacilovi vlády se ovládnutí nepřátelé nepokusili povstat proti jeho autoritě a Gondor se za jeho panování ocitnul na vrcholu své moci. Jižní království na severu hraničilo s okrajem Temného hvozdu a poli Celebrantu, na západě hranici tvořila řeka Gwathló, na východě Gondor sahal až k jezeru Rhûn a na jihu ovládal území po řeku Harnen a dál po pobřeží až k Umbaru. Hyarmendacilovu autoritu navíc respektovali také lidé z údolí Anduiny a haradští králové, jejichž synové byli drženi na královském dvoře v Gondoru. Opuštěnou zemi Mordor tehdy strážilo mnoho pevností vybudovaných v Ephel Dúath a Ered Lithui. Hyarmendacil zemřel po 134 letech vlády v roce 1149 a na jeho místo nastoupil jeho syn Atanatar.

### Atanatar II. Alcarin
Atanatar II. zvaný Alcarin – Skvělý (vláda 1149–1226 T. v.) byl šestnáctým králem Jižního království, které se tehdy nacházelo na vrcholu své moci. Na trůn Atanatar usednul po smrti svého otce Hyarmendacila v roce 1149. On i jeho dvůr žil ve velké okázalosti a přepychu, díky čemuž obdržel král své přízvisko. Atanatar zanedbával jakoukoliv obranu své říše, což zbystřilo jeho nepřátele, kteří však kvůli síle Gondoru jen dál vyčkávali. Král Atanatar II. zemřel v roce 1226 a na gondorský trůn po něm nastoupil jeho syn Narmacil.

### Narmacil I.
Narmacil I. (vláda 1226–1294 T. v.) byl sedmnáctým králem Gondoru. Narodil se v roce 1049 T. v. a na trůn nastoupil v roce 1226 po smrti svého otce Atanatara II. Byl podobné povahy jako jeho otec, před vládou dával přednost přepychu a v roce 1240 ustanovil svým regentem svém synovce Minalcara, který za Narmacila Jižní království spravoval. Za Narmacilova panování se Východňané opět odvážili ohrožovat východní část říše. Regent Minalcar je však v roce 1248 v čele gondorské armády porazil mezi Rhovanionem a jezerem Rhûn. Bezdětný král Narmacil zemřel v roce 1294 a na trůně jej vystřídal jeho mladší bratr Calmacil.

### Calmacil
Calmacil (vláda 1294–1304 T. v.) byl osmnáctý král Gondoru. Narodil se v roce 1058 a na trůn nastoupil v roce 1294 po smrti svého bezdětného bratra Narmacila. Také za něj vykonával veškerou vládu nad Gondorem regent, jímž byl jeho schopný syn Minalcar, zatímco Calmacil podobný svému otci i staršímu bratru se oddával přepychu a pohodlí. Jeho druhým synem byl Calimehtar. Na gondorském trůně setrval Calmacil pouhých deset let a po jeho smrti v roce 1304 byl králem korunován jeho syn a královský regent Minalcar.

### Rómendacil II.
Rómendacil II. (vláda 1304–1366 T. v.) byl devatenáctým králem Gondoru. Narodil se jako Minalcar v roce 1126 a od roku 1240 spravoval jako regent Jižní království za svého pohodlného strýce Narmacila a po něm i za svého otce a Narmacilova nástupce Calmacila. Jako královský regent se potýkal s novým náporem Východňanů, které porazil, načež přijal jméno Rómendacil Vítěz nad Východem. Po návratu z tohoto tažení nechal opevnit severní hranici království a zapověděl cizincím plavbu po Anduině za Emyn Muil. Byl to právě on, kdo nechal vybudovat pilíře Argonath. Za dnů Rómendacilova regentství zesílily přátelské vztahy mezi Gondorem a Seveřany žijícími v jižní části Temného hvozdu. Kvůli stále problematičtějšímu nedostatku bojeschopných mužů, přijal Rómendacil mnoho ze Seveřanů do svých služeb a ke dvoru nejmocnějšího ze seveřanských panovníků Vidugavii dokonce poslal jako vyslance svého syna Valacara. Jako král vládl Rómendacil II. 62 let a na trůn po jeho smrti v roce 1366 nastoupil jeho syn Valacar.

### Valacar
Valacar (vláda 1366–1432 T. v.) byl dvacátý král Gondoru. Narodil se jako syn krále Rómendacila v roce 1194. Ještě jako syn královského regenta byl svým otcem odeslán jako vyslanec k nejmocnějšímu ze seveřanských králů Vidugaviovi. Na královském dvoře se Valacar zamiloval do královy dcery Vidumavi, kterou si vzal za manželku. Valacarovi a Vidumavi se narodil syn, který dostal v jazyce Seveřanů jméno Vinitharya. Valacar se i se svou rodinou po nějakém čase vrátil do Gondoru a po smrti svého otce Rómendacila v roce 1366 se stal králem Jižního království. Mnozí z Gondorských se však ještě za Valacarova života začali bouřit proti sňatku krále se Seveřankou, která neměla urozenou dúnadanskou krev. Velká část obyvatel z jižních provincií říše reptala proti králově ženě, jeho synovi a množství Seveřanů, kteří v Gondoru ve větším počtu pobývali již od dob krále Rómendacila. Nespokojenci se především obávali, že sňatky mezi Dúnadany a nižšími lidmi uspíší pád království. Valacar zemřel v roce 1432 a jako dědice zanechal svého syna Vinitharyu v Gondoru známého jako Eldacar.

### Eldacar
Eldacar (vláda 1432–1437 a 1447–1490 T. v.), jednadvacátý gondorský král, se narodil synovi královského regenta Valacara a Seveřance Vidumavi, dceři seveřanského krále Vidugavii v roce 1255 T. v.. Po narození v Rhovanionu obdržel v jazyce Seveřanů jméno Vinitharya. Po nějakém čase společně s otcem a matkou přesídlil do Gondoru, kde se jeho otec Valacar po smrti Eldacarova děda Rómendacila stal králem. Ještě za života jeho otce velká část z Gondorských začala reptat proti rostoucímu vlivu Seveřanů v zemi a hlavně pak proti královně Vidumavi a jejímu synovi. Když pak Eldacar po smrti svého otce v roce 1432 nastoupil na trůn, jižní provincie proti jeho vládě povstaly. V čele vzbouřenců stál kapitán gondorského loďstva a Eldacarův vlastník Castamir. Ten v čele armády oblehnul hlavní město Osgiliath a donutil krále Eldacara k útěku. Eldacarovi se z hořícího Osgiliathu podařilo uprchnout a skrýt se v Rhovanionu u svých příbuzných. Castamir na deset let ovládl gondorský trůn, avšak pro jeho krutou vládu se proti němu brzy postavila většina země. V roce 1447 Eldacar využil příležitost a v čele oddílů severních provincií podpořených Seveřany vyhnal Castamira z Osgiliathu. Castamir padnul v krvavé bitvě na brodech Erui, avšak jeho synům se podařilo uprchnout do Umbaru a opevnit se tam. Od té doby byli Castamirovi potomci a jejich služebníci známí jako umbarští korzáři a stali se věčnými nepřáteli Jižního království. Gondor tak v občanské válce za Eldacarových dnů ztratil Umbar a většinu jižních provincií. Eldacar, který se dožil 235 let, zemřel v roce 1490 a na jeho místo nastoupil jeho syn Aldamir.

### Castamir
Castamir zvaný Uchvatitel (vláda 1437–1447 T. v.) byl vnukem Calimehtara, mladšího bratra krále Rómendacila II. Stal se kapitánem gondorského loďstva a měl velkou oblibu v jižních provincích říše, především pak v mocných přístavech Pelargir a Umbar. Po nástupu Eldacara, jehož matkou byla Seveřanka Vinitharya, vedl Castamir rebelii jižních provincií, které povstaly proti novému králi. Se svými podporovateli vtrhnul do hlavního města Osgiliathu, z něhož před ním na sever uprchnul král Eldacar. Hlavní město bylo armádou oblehatelů po dobytí vypleněno a na Castamirův příkaz byl usmrcen také Eldacarův syn Ornendil. Castamir se tak v roce 1437 chopil vlády. Brzy však proti sobě svou krutou vládou a snahou přesunout královský trůn z Osgiliathu do Pelargiru popudil většinu země a severní provincie Anórien, Calenardhon a Ithilien se přiklonily na stranu vyhnaného krále Eldacara a Castamir tak byl brzy znám jako král Uchvatitel. Eldacar v roce 1447 využil Castamirovu neoblíbenost mezi poddanými a v čele Seveřanů a oddílů ze severu porazil Castamira v bratrovražedné bitvě na brodech řeky Erui. V této bitvě sám Eldacar Castamira usmrtil, jeho synům se však z bitvy podařilo uprchnout a opevnit se v Pelargiru a později v Umbaru. Tam vytvořili nezávislé útočiště pro královy nepřátele a po zbytek třetího věku jejich potomci se svou mocnou flotilou ohrožovali pobřežní oblasti Gondoru. V jižním království byli Castamirovi potomci známí jako umbarští korzáři.

### Aldamir
Aldamir (vláda 1490–1540 T. v.) byl třiadvacátý králem Gondoru. Narodil se v roce 1330 T. v. jako druhý syn prince Eldacara. Po nástupu jeho otce Eldacara na trůn se v Gondoru rozhořela občanská válka a Castamir Uchvatitel ovládl většinu země. Při dobytí Osgiliathu zemřel také Aldamirův starší bratr Ornendil. Aldamirovi se však společně se svým otcem podařilo uprchnout na sever a skrýt se u příbuzných Eldacarovy matky. Po bitvě a vyhnání Castamirových synů do Umbaru se Gondor znovu částečně stabilizoval pod vládou Aldamirova otce. Po jeho smrti v roce 1490 pak Aldamir nastoupil na gondorský trůn. Za své vlády se musel potýkat s neustálými útoky umbarských korzárů podporovaných Haradskými. Při jednou z těchto útoků byl v roce 1540 v bitvě zabit. Jeho následovníkem se stal jeho syn Vinyarion.

### Hyarmendacil II.
Hyarmendacil II. (vláda 1540–1621 T. v.) byl čtyřiadvacátým králem Gondoru. Narodil se jako Vinyarion otci Aldamirovi v roce 1391 T. v. Na trůn nastoupil v roce 1540 poté, co byl jeho otec usmrcen v bitvě s umbarskými korzáry a Haradskými. Pomsty se Vinyarion dočkal v roce 1551, kdy Haradské porazil, načež na připomínku přijal jméno svého slavného předka. Po zbytek Hyarmendacilovi vlády se Gondor těšil relativnímu klidu. Po jeho smrti v roce 1621 na jeho místo nastoupil jeho syn Minardil.

### Minardil
Minardil (vláda 1621–1634 T. v.) byl dvacátým pátým gondorským králem. Narodil se v roce 1454 a na trůn nastoupil po smrti svého otce Hyarmendacila II. v roce 1621. Za správce si Minardil zvolil Húrina z Emyn Arnenu, který stál u zrodu pozdější linie vládnoucích správců. Krátkou Minardilovu vládu ukončil vpád Umbarských korzárů. Korzáři v roce 1634 přepadnuli přístav Pelargir, kde král právě pobýval, a v boji se jim Minardila podařilo usmrtit. Na Minardilovo místo tak musel usednout jeho syn Telemnar.

### Telemnar
Telemnar (vláda 1634–1636 T. v.) byl dvacátým šestým králem Jižního království. Narodil se v roce 1516 a na trůn usednul po smrti svého otce Minardila, který zahynul v roce 1634 při vyplenění Pelargiru umbarskými korzáry. Král Telemnar však záhy čelil ještě těžší ráně než jeho otec, neboť do Gondoru v roce 1636 přišel z východu Velký mor. Při epidemii zahynul král Telemnar i všechny jeho děti, uschnul Bílý strom v Minas Anor a zemřela velká část gondorského obyvatelstva. Po Telemnarovi nastoupil na trůn jeho synovec Tarondor.

### Tarondor
Tarondor (vláda 1636–1798 T. v.) byl dvacátým sedmým králem Gondoru. Narodil se v roce 1577 jako nejstarší syn Minastana, mladšího bratra krále Telemnara. Na trůn musel nečekaně usednout v roce 1636 již v nízkém věku 59 let, neboť při Velkém moru, který se v roce 1636 přehnal zemí zemřel jak Tarondorův strýc, král Telemnar, tak také všichni jeho potomci. Mladý Tarondor se musel potýkat s nebývalým oslabením gondorské říše. Se svým dvorem opustil vylidněný a rozpadávající se Osgiliath a přesunul své sídlo do Minas Anor, kde zasadil nový semenáček Bílého stromu. Tarondor se stal nejdéle vládnoucím králem Gondoru. V Jižním království panoval 162 let. Po jeho smrti v roce 1798 jej na trůně nahradil jeho syn Telumehtar.

### Telumehtar Umbardacil
Telumehtar (vláda 1798–1850 T. v.) byl dvacátým osmým králem Gondoru. Narodil se v roce 1632 jako syn krále Tarondora, kterého na trůně vystřídal v roce 1798, kdy jeho otec zemřel. Telumehtar podobně jako jeho předci čelil neustálým vpádům korzárů z Umbaru, kteří plenili gondorské pobřeží až k mysu Anfalas. Telumehtar proto v roce 1810 sebral gondorské vojsko a v jeho čele nečekaně Umbar napadl a dobyl. Při obsazení města byli pobyti poslední z Castamirových potomků a král Telumehtar po tomto vítězství připojil ke svému jménu titul Umbardacil čili Vítěz nad Umbarem. Svému království vládl Telumehtar až do své smrti v roce 1850. Poté jej na trůně vystřídal jeho nejstarší syn Narmacil.

### Narmacil II.
Narmacil II. (vláda 1850–1856 T. v.) byl dvacátým devátým králem Jižního království. Narodil se v roce 1684 jako nejstarší syn krále Telumehtara, kterého na trůně vystřídal po otcově smrti v roce 1850. Král Narmacil musel za své vlády čelit po občanské válce a moru třetí z velkých pohrom, které ochromili Gondor. V roce 1856 vtrhnul do země z východu národ Vozatajů, který své označení získal díky válečným vozům, kterých tito velice dobře vyzbrojení nájezdníci při svých výbojích užívali. Těmto Východňanům se velice rychle podařilo obsadit východní provincie a zatlačit Gondorské až k Anduině a Emyn Muilu. V bitvě za Anduinou byl král Narmacil Vozataji usmrcen a na jeho místo usednul jeho syn Calimehtar.

### Calimehtar
Calimehtar (vláda 1856–1936 T. v.) byl třicátým králem Gondoru. Narodil se v roce 1736 králi Narmacilovi II., kterého na trůně vystřídal již v roce 1856, neboť jeho otec byl usmrcen v bitvě s Vozataji, kteří krátce předtím vpadli do jihovýchodního Rhovanionu a zatlačili Gondorská vojska až k Anduině. Mladý Calimehtar této hrozbě nakonec úspěšně čelil a díky vzpouře v Rhovanionu porazil v roce 1899 vojska Vozataju v bitvě na pláni Dagorlad. Tak se mu podařilo na čas odvrátit přímé ohrožení své země. Vládl do roku 1936, kdy jej po jeho smrti vystřídal jeho syn Ondoher.

### Ondoher
Ondoher (vláda 1936–1944 T. v.) byl třicátým prvním králem gondorského království. Narodil se v roce 1787 jako nejstarší syn krále Calimehtara, kterého na trůně vystřídal v roce 1936. Za své vlády zesílil komunikaci se Severním královstvím Arnor. Jeho dcera Fíriel si za manžela vzala arnorského krále Arveduiho. Dúnadané na severu i na jihu však již záhy museli čelit novému náporu svých nepřátel, jejichž útoky koordinoval vzmáhající se Sauronův duch. Na Gondor se valila další vlna ničivých útoků. Krátce po nástupu krále Ondohera na trůn se část Vozatajů východně od Mordoru spojila s obyvateli Chandu a Blízkého Haradu a následně tito nájezdníci z jihu i východu napadli oslabený Gondor. Tehdy hrozila úplná zkáza Jižního království neboť král Ondoher i oba jeho synové Artamir a Faramir padli v bitvě na pláni Dagorlad. Po smrti Ondohera i jeho synů zavládlo v Gondoru bezvládí a hledání vhodného kandidáta na uprázdněný trůn. Nakonec byl jako Ondoherův nástupce vybrán generál jižní armády Eärnil.

### Eärnil II.
Eärnil II. (vláda 1945–2043 T. v.), syn Sirionův a pravnuk Arciryase, mladšího bratra krále Narmacila II., byl třicátým druhým králem Gondoru. Narodil se v roce 1883 a za vlády krále Ondohera se stal generálem a velitelem gondorské armády. V roce 1944, kdy Vozatajové a divocí lidé z Chandu a Haradu sevřeli Gondor z jihu i východu, velel Eärnil jižní části gondorských vojsk. Král Ondoher i jeho synové padli v bitvě u Morannonu, avšak Eärnilovi se s jižním vojskem podařilo Haradské a Vozataje, kteří překročili hraniční řeku Poros, porazit v jižním Ithilienu. Následně Eärnil shromáždil zbytky severního vojska a napadl vojsko Vozatajů, které ve svém táboře již slavilo vítězství. Zaskočení Vozatajové byli Eärnilem zcela rozprášeni a většina z nich zahynula na útěku v Mrtvých močálech. Po zažehnání zkázy Jižního království se gondorská rada v čele se správcem Pelendurem zabývala otázkou nástupnictví po králi Ondoherovi. Proti požadavku arnorského krále Arveduiho, který svůj nárok kromě Isildurovi krve odůvodňoval také svým sňatkem Ondoherovou dcerou Fíriel, byl novým králem zvolen právě generál Eärnil, který pocházel z vedlejší Anárionovy linie. Jako král se Eärnil zaměřil na uklidnění vztahů s arnorským královstvím. To se v této době potýkalo se svou finální krizí a Eärnil proto na sever vyslal arnorským Dúnadanům na pomoc v čele velké flotily svého syna Eärnura. Přestože se Eärnurovi společně s Lindonskými elfy podařilo porazit Černokněžného krále a vyvrátit jeho říši Angmar, bylo Severní království definitivně zpustošeno a poslední arnorský král Arvedui zahynul na při útěku na mrazivém severu. Zhruba v polovině vlády krále Eärnila se v Mordoru tajně shromáždili prstenové přízraky, do jejichž čela se postavil Černokněžný král z Angmaru. V roce 2000 pak nazgûlové sestoupili průsmykem Cirith Ungol a oblehli věž Minas Ithil. Ta padla v roce 2002 a nazgûlové z ní zakrátko vytvořili prokleté a nebezpečné místo a věž byla Gondorskými přejmenována na Minas Morgul. Eärnil II. vládl oslabenému a ohroženému království až do své smrti v roce 2043. Po jeho smrti nastoupil na trůn jeho syn Eärnur.

### Eärnur
Eärnur (vláda 2043–2050 T. v.), syn Eärnila II., byl třicátým třetím a na téměř tisíc let posledním králem Jižního království. Narodil se v roce 1928 T. v. ve vedlejší královské linii. Jeho otec se nečekaně stal králem po smrti krále Ondohera a jeho synů v roce 1945. Eärnur byl stejně jako jeho otec vynikající bojovník a vynikal mezi všemi svou udatností, avšak byl velmi prudký a nezdědil otcovu moudrost. Po dobu vlády svého otce, velel Eärnur gondorské armádě. Pro svou zálibu v boji se neoženil a neměl děti. V roce 1973, když Gondorští obdrželi zprávy, že Černokněžný král se chystá dobýt Fornost a vyhubit poslední Dúnadany na severu, poslal král Eärnil část své flotily na pomoc Arnoru. Velitelem gondorského vojska byl právě mladý princ Eärnur. Pod jeho vedením se armáda Jižního království přeplavila do Lindonu, kde se k ní přidali Círdanovi elfové a přeživší Dúnadani. Tehdy se Eärnur dozvěděl, že Fornost padl, Černokněžný král zničil zbytky Severního království a že král Arvedui uprchl na sever. Eärnur přesto vyzval angmarskou armádu k bitvě a drtivě zlé lidi a skřety sloužící Pánovi nazgûlů u Soumračných vrchů porazil. V bitvě stanul proti samotnému Černokněžnému králi, avšak tomu se podařilo na svém černém koni uprchnout a princi Eärnurovi se vysmát. Glorfindel tehdy pronesl věštbu o tom, že Černokněžného krále neusmrtí ruka muže. V roce 2000 se prstenové přízraky vyplížily z Mordoru a po dvouletém obléhání obsadili věž Minas Ithil, kterou přetvořili na prokleté místo známé od té doby jako Minas Morgul. V roce 2043 zemřel Eärnurův otec Eärnil II. a Eärnur se jako poslední z Anárionovy linie chopil vlády. Ihned po nástupu na trůn vyzval krále na souboj vůdce prstenových přízraků sídlící nyní v Minas Morgul. Prudkého Eärnura tenkrát zadržel od neuváženého činu správce Mardil, avšak po sedmi letech jeho vlády Černokněžný král svou výzvu opakoval. Tehdy král Eärnur v čele malého doprovodu vyrazil vstříc pevnosti svých nepřátel. Do Gondoru už o něm nedorazily žádné zprávy, avšak proslýchalo se, že byl Černokněžným králem zrazen, zajat a umučen v Minas Morgul. Po smrti Eärnura se v Gondoru nenašel nikdo s oprávněným nárokem na trůn a tak se vlády chopil Eärnurův správce Mardil z Húrinova domu. Ten založil linii vládnoucích správců, která Gondor ve jménu krále spravovala až do nástupu krále Elessara na počátku čtvrtého věku.

### Elessar
Elessar (1 – 120 Č. v.) vlastním jménem Aragorn, syn Arathornův, se narodil v roce 2931 T. v. v domě náčelníka severních Dúnadanů. Proslavil se v dobách války o Prsten a byl to on, kdo svými skutky přispěl ke konečnému pádu Temného pána Saurona. Po Sauronově porážce se Aragorn po dědickém právu chopil vlády v Gondoru, čímž se po tisíci letech znovu obnovila královská linie. Aragorn byl korunován jako Elessar v prvním roce nového věku a za manželku pojal Elrondovu dceru Arwen. Narodil se jim syn Eldarion, který svého otce na trůně Obnoveného království vystřídal po Elessarově smrti v roce 120 Č. v. 

### Eldarion
Eldarion (120– ? Č. v.) syn prvního krále Obnoveného království Elessara se narodil ve Čtvrtém věku a říši vládl po smrti svého otce v roce 120.